# 187125 Marxgyörgy
187125 Marxgyörgy è un asteroide della fascia principale. Scoperto nel 2005, presenta un'orbita caratterizzata da un semiasse maggiore pari a 2,6284541 UA e da un'eccentricità di 0,0807102, inclinata di 15,61040° rispetto all'eclittica.
L'asteroide è dedicato all'astrofisico ungherese György Marx.